# ブルクテリ族

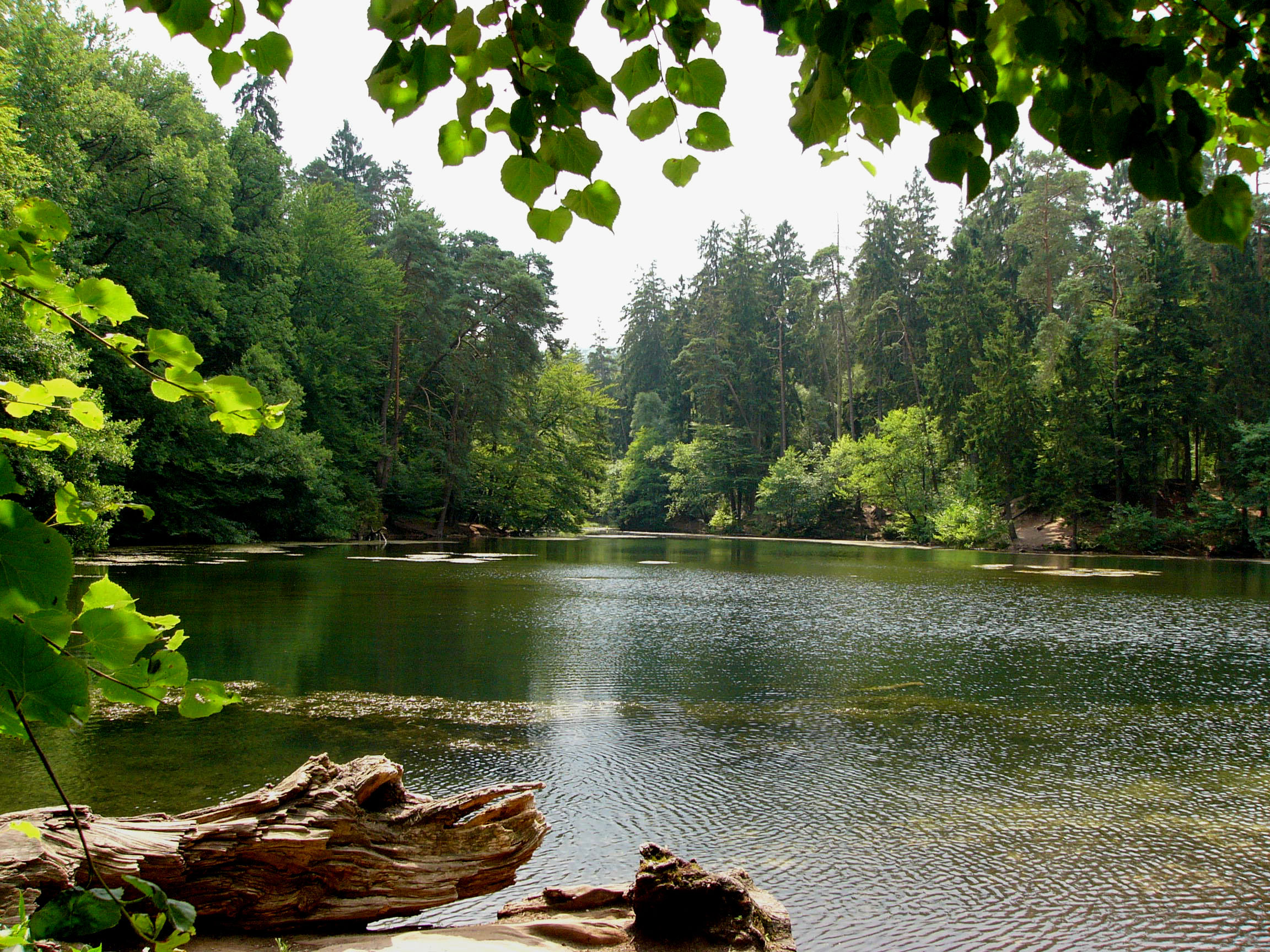
ブルクテリ族の本拠であったトイトブルク森

ブルクテリ族（Bructeri）は、紀元前100年頃から350年頃まで、リッペ川（Lippe）とエムス川（Ems）の間にあるトイトブルク森（現：ドイツ・ニーダーザクセン州及びノルトライン＝ヴェストファーレン州）一帯に居住していたゲルマン人の一派である。
ブルクテリ族が名前が文献に表れるのは大ドルススによるゲルマニア遠征となり、この際はローマ帝国の勢力下に置かれたが、アルミニウスをリーダーとするゲルマン人の対ローマ同盟に参加し、ローマ軍を全滅させた紀元9年のトイトブルク森の戦いにも参戦した。
15年、ゲルマニクスを総司令官とするローマ軍によるゲルマニア遠征では、ローマ軍のリキウス・ステルティニウス（Lucius Stertinius）にブルクテリ族は敗北し、ローマ軍によってブルクテリ族の集落を襲われた上、トイトブルク森で戦利品としたローマ第19軍団の銀鷲旗も奪い返された。
69年からのバタウィ族のガイウス・ユリウス・キウィリス（Gaius Julius Civilis）を首謀者とする反乱にも参加したが、この際にキウィルスへ影響を与えた巫女ウェレダ（Veleda）はブルクテリ族出身であったと伝えられる。
その後もローマへの抵抗を続けたものの、元来より小規模であった為、より規模の大きな同じゲルマン系のフランク人へ吸収されていった。ブルクテリ族の歴史はゾースト（ドイツ）でうかがい知ることができる。